# Кавказская гренадерская дивизия
Кавказская гренадерская дивизия — гренадерское формирование (соединение, дивизия) в составе Русской императорской армии.
Штаб-квартира дивизии (период годов): Тифлис, (1856—1914). Входила в состав Отдельного Кавказского корпуса и играла важную роль в ходе Кавказской войны. В 1850-х годах была расположена в Закавказье, где охраняла Лезгинскую кордонную линию.
В начале XX в. находилась в составе 2-го Кавказского армейского корпуса.

## История дивизии

### Формирование
Сформирована 29 августа 1814 года как Резервная гренадерская бригада Отдельного Грузинского корпуса. 11 октября 1820 года корпус, в который входила бригада, был переименован в Кавказский.
- 29.08.1814—11.10.1820 — Резервная гренадерская бригада Отдельного Грузинского корпуса.
- 11.10.1820—хх.хх.1836 — Резервная гренадерская бригада Отдельного Кавказского корпуса.
- хх.хх.1836—17.04.1856 — Кавказская резервная гренадерская бригада.
- 17.04.1856—хх.02.1917 — Кавказская гренадерская дивизия.
- 12.07.1858—04.05.1860 — должность начальник Кавказской гренадерской дивизии и ее штаб (но не сама дивизия) были упразднены[2]. Начальник дивизии генерал-лейтенант И. А. Вревский был назначен командующим войсками Лезгинской кордонной линией, по сути, оставаясь командиром подразделений Кавказской гренадерской дивизии, поскольку она и была расположена на этой линии. В апреле 1860 г. Лезгинская линия была упразднена, а должность начальника Кавказской гренадерской дивизии и ее штаб восстановлены[3].
- xx.02.1917—xx.08.1917 — 1-я Кавказская гренадерская дивизия.
- xx.08.1917—xx.xx.1918 — Кавказская гренадерская дивизия

### Боевые действия
- Участвовала в Первой мировой войне
  - 19 сентября — 19 октября 1914 — Бои в Августовских лесах.
  - 21 октября — 8 ноября 1914 — Поход по Восточной Пруссии до Мазурских озер.
  - 22—29 ноября 1914 — Бои под Варшавой в районе Сковорода, Венец, Александрово.
  - 3 декабря 1914 — 24 февраля 1915 — Оборона по р. Бзуре.
  - 25 февраля — 8 мая 1915 — Оборонительные бои под Новогеоргиевском.
  - 17 мая 1915 — Оборонительные бои в Галиции.
  - В июне 1915 г. — Томашовское сражение 1915 года[4][5].
  - В начале июля 1915 г. — Грубешовское сражение[6].
  - 9 — 22 июля 1915 г. — Люблин-Холмское сражение[7][8][9].
- На позиции дивизии пришлась газовая атака германских войск, произведённая в ночь с 1 на 2 августа 1916 года (19—20 июля по старому стилю)[10]. Был применён отравляющий газ фосген, погибли 286 человек и выведено из строя 3846 солдат и офицеров[11]. Одним из пострадавших в этой атаке был поручик 16-го гренадерского Мингрельского полка Михаил Зощенко, подробно описавший её в рассказе «Двадцатое июля».
- Добровольческая армия
  - 1919 — Сформирован в Царицыне из частей дивизии 2-й сводно-гренадерский однобатальонный полк четырёхротного состава (по числу входивших в дивизию полков) в составе 6-й пехотной дивизии генерала Писарева (командир полковник Пильберг).
  - 6—23 августа 1919 — Бои под Камышином и отступление к Царицыну.

## Состав дивизии
- 1-я гренадерская бригада
  - 13-й лейб-гренадерский Эриванский полк
  - 14-й гренадерский Грузинский полк
- 2-я гренадерская бригада
  - 15-й гренадерский Тифлисский полк
  - 16-й гренадерский Мингрельский полк
- Кавказская гренадерская Е. И. В. великого князя Михаила Николаевича артиллерийская бригада

## Командование дивизии
(Командующий в дореволюционной терминологии означал временно исполняющего обязанности начальника или командира. Должности начальника дивизии соответствовал чин генерал-лейтенанта, и при назначении на эту должность генерал-майоров они оставались командующими до момента своего производства в генерал-лейтенанты).

### Начальники дивизии
- 29.08.1814 — 16.08.1816 — генерал-лейтенант Котляревский, Пётр Степанович
- 16.08.1816 — 04.01.1817 — генерал-майор Кутузов, Александр Петрович
- 01.04.1817 — 22.06.1818 — генерал-майор князь Эристов, Георгий Евсеевич
- 22.06.1818 — 04.09.1821 — генерал-майор Дренякин, Иван Тимофеевич
- 25.06.1827 — 12.06.1828 — генерал-майор Севарземидзев, Леонтий Яковлевич
- 12.06.1828 — 07.02.1830 — генерал-майор Муравьев, Николай Николаевич[12]
- 07.02.1830 — 01.07.1830 — генерал-майор Фролов, Пётр Николаевич
- 01.07.1830 — 11.10.1837 — генерал-майор (с 06.12.1835 генерал-лейтенант) Гессе, Карл Фёдорович
- 11.10.1837 — 02.12.1843 — генерал-майор Симборский, Андрей Михайлович
- 02.12.1843 — 03.08.1849 — генерал-майор барон фон Врангель, Карл Карлович
- 03.08.1849 — 22.10.1850 — генерал-майор Бельгард, Карл Александрович
- 22.10.1850 — 06.12.1851 — генерал-майор Барятинский, Александр Иванович[13]
- 06.01.1852 — 19.07.1853 — генерал-майор барон фон Врангель, Александр Евстафьевич
- 19.07.1853 — 07.02.1856 — генерал-майор князь Багратион-Мухранский, Иван Константинович
- 06.03.1856 — 16.08.1856 — генерал-майор Левин, Лев Фёдорович
- 16.08.1856 — 12.07.1858 — генерал-майор (с 26.08.1856 генерал-лейтенант) барон Вревский, Ипполит Александрович
- 04.05.1860 — xx.xx.1868 — генерал-лейтенант барон Николаи, Леонтий Павлович
- xx.xx.1868 — 10.09.1877 — генерал-лейтенант (с 20.09.1871 генерал-адъютант) князь Тархан-Моуравов, Иосиф Давыдович
- 10.09.1877 — 27.03.1878[14] — генерал-майор (с 08.11.1877 генерал-лейтенант) Соловьёв, Пётр Никитич
- 16.04.1878 — xx.xx.1879 — генерал-лейтенант Тергукасов, Арзас Артемьевич
- 20.06.1879 — 12.03.1881 — генерал-лейтенант Рерберг, Пётр Фёдорович
- 12.03.1881 — 27.02.1883 — генерал-лейтенант Квитницкий, Леонид Ксенофонтович
- 27.02.1883 — 06.07.1885 — генерал-лейтенант Алхазов, Яков Кайхосрович
- 16.07.1885 — 08.03.1893 — генерал-лейтенант Авинов, Сергей Александрович
- 31.03.1893 — 11.06.1897 — генерал-лейтенант Зеземан, Эдуард Эдуардович
- 15.09.1897 — 30.12.1903 — генерал-майор (с 06.08.1901 генерал-лейтенант) Великий Князь Николай Михайлович
- 03.03.1908 — 07.12.1908 — генерал-лейтенант Михеев, Александр Степанович
- 02.02.1909 — 15.01.1913 — генерал-лейтенант Ерофеев, Михаил Родионович
- 31.01.1913 — 24.04.1913 — генерал-лейтенант Корнеев, Владимир Петрович
- 01.05.1913 — 08.06.1915 — генерал-лейтенант Шатилов, Владимир Павлович
- 05.07.1915 — 31.08.1916 — генерал-лейтенант Габаев, Василий Давидович
- 11.09.1916 — 15.04.1917 — командующий генерал-майор Добрышин, Александр Фёдорович
- 22.04.1917 — конец 1917 — командующий генерал-майор Веселовзоров, Борис Петрович
- xx.12.1917 — 16.01.1918 — полковник Шапошников, Борис Михайлович (выбран съездом военно-революционных комитетов дивизии)

### Начальники штаба дивизии
Должность начальника штаба была введена в размещенных на Кавказе дивизиях в 1856 году.
- 16.08.1856 — 22.06.1858 — подполковник Астафьев, Михаил Иванович
- 02.09.1860 — 19.03.1864 — подполковник Кравченко, Павел Павлович
- 19.03.1864 — хх.хх.1867 — подполковник (с 30.08.1865 полковник) Шишкин, Василий Андреевич
- хх.хх.1867 — 12.12.1874 — подполковник (с 30.08.1870 полковник) Лебединский, Владимир Фёдорович
- 07.01.1875 — 19.06.1877 — полковник Лазарев, Пётр Степанович
- хх.хх.1879 — хх.хх.1880 — полковник Николев, Иосиф Иванович
- 15.06.1880 — 01.07.1882 — полковник Погорелов, Александр Фёдорович
- 01.07.1882 — 06.03.1889 — полковник Потоцкий, Иван Платонович
- 06.03.1889 — 11.01.1893 — полковник Субботич, Деан Иванович
- 20.05.1895 — 20.08.1899 — полковник Сиверс, Фаддей Васильевич
- 04.09.1899 — 13.12.1902 — полковник Саранчов, Андрей Михайлович
- 31.12.1902 — 15.04.1905 — подполковник (с 06.12.1903 полковник) Загю, Николай Михайлович
- 16.05.1905 — 16.02.1911 — полковник Веселовзоров, Борис Петрович
- 09.03.1911 — 17.04.1913 — полковник Махлаюк, Николай Павлович
- 24.04.1913 — 02.12.1914 — полковник Федоренко, Борис Иосифович
- 20.01.1915 — 03.06.1915 — подполковник Харитонов, Сергей Александрович
- 25.06.1915 — 07.09.1916 — подполковник Соколов, Степан Варфоломеевич
- 25.09.1916 — 24.02.1917 — генерал-майор Веселовзоров, Борис Петрович
- 01.03.1917 — 28.09.1917 — и. д. подполковник Лайдонер, Иван Яковлевич

### Командиры 1-й бригады
В период с 1859 по 30 августа 1873 должности бригадных командиров были упразднены.
После начала Первой мировой войны в дивизии была оставлена должность только одного бригадного командира, именовавшегося командиром бригады Кавказской гренадерской дивизии.
- 16.08.1856 — 12.01.1858 — генерал-майор Левин, Лев Фёдорович
- 12.01.1858 — 04.03.1859 — генерал-майор Свиты Е. И. В. светлейший князь Дадиани, Григорий Леванович
- 30.08.1873 — 07.04.1875 — генерал-майор, князь Орбелиани, Иосиф Константинович
- 09.06.1875 — 22.02.1880 — генерал-майор Авинов, Сергей Александрович
- 22.03.1880 — 02.09.1882 — генерал-майор Амираджибов, Михаил Кайхосрович
- 02.09.1882 — 02.08.1884 — генерал-майор Чайковский, Митрофан Петрович
- 31.08.1884 — 21.07.1893 — генерал-майор Амираджибов, Михаил Кайхосрович[15]
- 04.01.1902 — 20.11.1904 — генерал-майор Мартынов, Михаил Васильевич
- 22.11.1904 — 12.03.1908 — генерал-майор Снарский, Иван Александрович
- 19.03.1908 — 30.03.1913 — генерал-майор Габаев, Василий Давидович
- 03.04.1913 — 19.07.1914 — генерал-майор Гильчевский, Константин Лукич

### Командиры 2-й бригады
- 16.08.1856 — 12.07.1858 — генерал-майор князь Андронников, Реваз Иванович
- 30.08.1873 — 25.12.1873 — генерал-майор Булатович, Ксаверий Викентьевич
- 25.12.1873 — xx.xx.1877 — генерал-майор Зедергольм, Альберт Карлович
- 28.07.1877 — 02.09.1882 — генерал-майор фон Шак, Адольф Вильгельмович
- 02.09.1882 — 20.12.1884 — генерал-майор Рыдзевский, Георгий Николаевич
- 20.12.1884 — 16.01.1890 — генерал-майор Каханов, Семён Васильевич
- 16.01.1890 — 31.01.1894 — генерал-майор Дженеев, Михаил Васильевич
- 11.03.1906 — 08.08.1907 — генерал-майор Вольский, Сигизмунд Викторович
- 28.09.1907 — 03.02.1910 — генерал-майор Гаврилов, Николай Иванович
- 03.02.1910 — 07.12.1912 — генерал-майор Кузьмин-Короваев, Александр Николаевич
- 16.01.1913 — 22.04.1915 — генерал-майор Беков, Константин Николаевич
- 26.04.1915 — 20.07.1915 — генерал-майор Чаплин, Виктор Викторович
- 20.08.1915 — 30.01.1916 — генерал-майор Воскресенский, Владимир Иванович
- 02.02.1916 — 29.11.1916 — генерал-майор Афанасьев, Лукьян Васильевич
- 07.12.1916 — хх.хх.хххх — генерал-майор Макаев, Авель Гаврилович

## Помощники начальника дивизии
В период с 4 мая 1860 года по 30 августа 1873 года помощники начальника дивизии фактически являлись бригадными командирами.
- 09.06.1861 — хх.хх.1863 — генерал-майор Свиты граф Сумароков-Эльстон, Феликс Николаевич

### КомандирыКавказской гренадерской артиллерийской бригады
Бригада была сформирована 18 апреля 1819 года под названием Грузинская гренадерская артиллерийская бригада. Переименована в Кавказскую 21 октября 1820 года.
До 1875 года должности командира артиллерийской бригады соответствовал чин полковника, а с 17 августа 1875 года - чин генерал-майора.
- 18.04.1819 — 25.04.1820 — полковник Копылов
- 31.12.1820 — 20.04.1823 — полковник Копылов
- ранее 01.07.1826 — хх.хх.1830 — подполковник (с 01.07.1826 полковник) Долгово-Сабуров, Фёдор Петрович
- хх.хх.1830 — 28.03.1836 — полковник Цебриков, Владимир Иванович
- 13.04.1836 — 26.11.1848 — полковник (с 07.04.1846 генерал-майор) Нольде, Роман Иванович
- 01.03.1849 — 01.02.1854 — полковник (с 06.12.1853 генерал-майор) Мищенко, Николай Павлович
- 01.02.1854 — 17.09.1855[18] — полковник Москалёв, Александр Тихонович
- 07.12.1855 — 13.04.1856 — полковник Лагода, Константин Иванович
- 25.06.1856 — 12.07.1858[19] — полковник Мамацев, Константин Христофорович
- 22.11.1860 — 06.12.1867 — генерал-майор Мамацев, Константин Христофорович
- 06.12.1867 — 17.11.1884 — полковник (с 13.06.1877 генерал-майор) Кульстрем, Фёдор Лаврентьевич
- 17.11.1884 — 11.10.1889 — генерал-майор Галафеев, Иван Вениаминович
- 11.10.1889 — 18.01.1897[20] — генерал-майор фон Геринг, Эдуард Павлович
- 09.02.1897 — 13.04.1899 — генерал-майор князь Химшиев, Георгий Спиридонович
- 21.04.1899 — 24.08.1904 — полковник (с 06.12.1899 генерал-майор) Макаров, Николай Аркадьевич
- 03.09.1904 — 05.07.1910 — полковник (с 06.12.1906 генерал-майор) Чикалин, Владимир Николаевич
- 25.07.1910 — 23.10.1912 — генерал-майор Асеев, Дмитрий Павлович
- 29.11.1912 — 07.05.1915 — генерал-майор Карпович, Иван Александрович
- 18.05.1915 — 12.05.1916 — полковник (с 27.06.1915 генерал-майор) Папа-Фёдоров, Михаил Николаевич
- 12.05.1916 — xx.xx.xxxx — полковник (с 13.09.1916 генерал-майор) Казбек, Иван Николаевич